# Rue Cloche-Perce
La rue Cloche-Perce est une voie, ancienne, du 4e arrondissement de Paris, dans le quartier administratif Saint-Gervais.

## Description

### Situation et accès

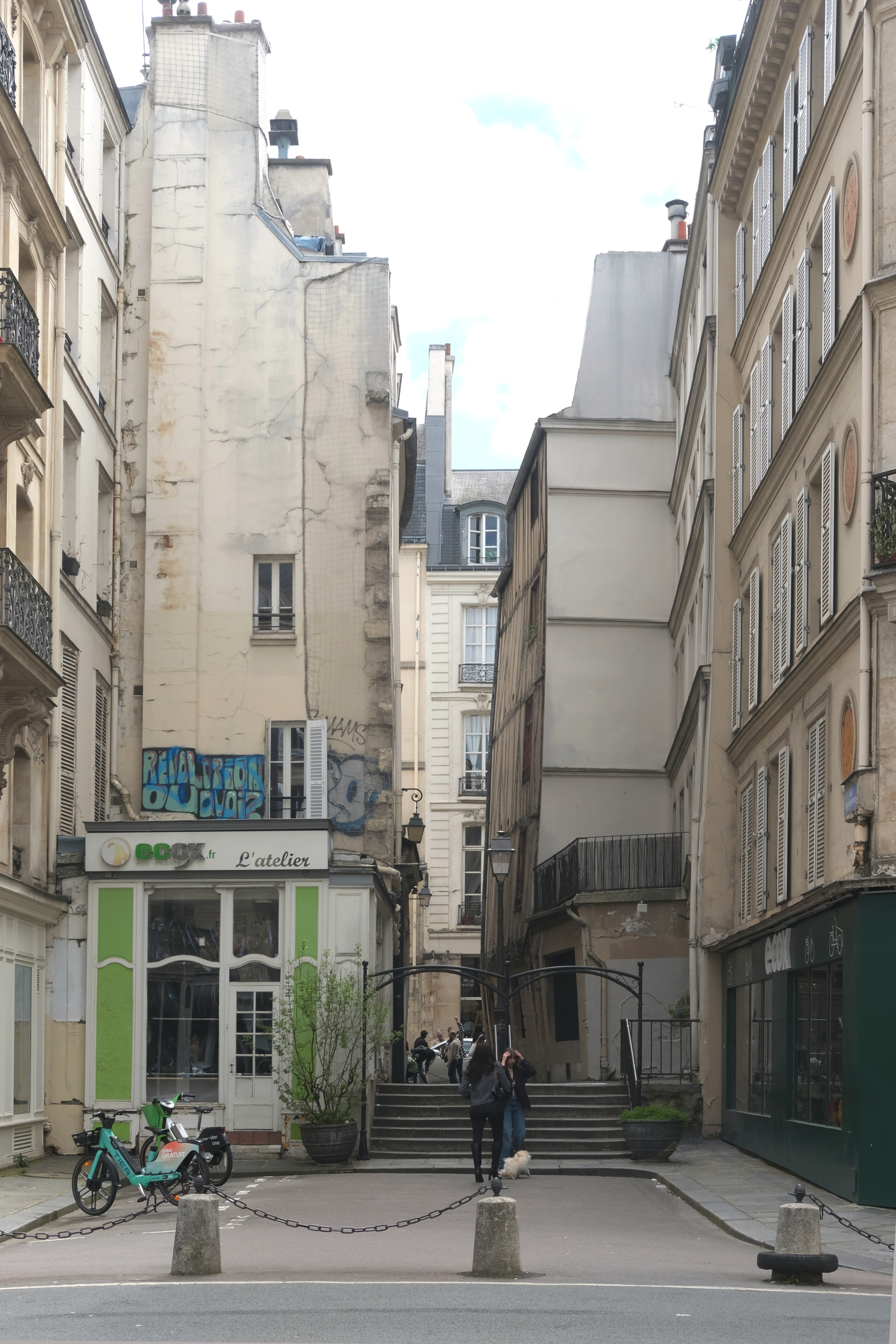
La rue Cloche-Perce vue depuis la rue de Rivoli.

La rue du Cloche-Perce, d'une longueur de 81 mètres, est située dans le 4e arrondissement, quartier Saint-Gervais et du Marais, et commence au 13, rue François-Miron et finit au 27, rue du Roi-de-Sicile.
La rue est coupée en deux tronçons par la large rue de Rivoli et sans passage direct aisé de l'un à l'autre. Chaque tronçon est sur deux niveaux, séparé chacun par un escalier de quelques marches.
Les stations de métro les plus proches sont celles de l’Hôtel de Ville (lignes 1 et 11), de Saint-Paul (ligne 1) et du Pont Marie (ligne 7).
Elle se trouve aussi à proximité des stations Vélib' no 4015 (au 25, rue du Pont-Louis-Philippe, au croisement avec la rue François-Miron) et no 4012 (au 2 de la rue Tiron, au croisement avec la rue de Rivoli).

### Origine du nom
Cette rue prit ce nom en raison d'une enseigne, une cloche de couleur perse, c'est-à-dire bleu persan, qui y était située.

## Historique
La rue située entre la première enceinte médiévale de la fin du Xe siècle ou début du  XIe siècle et l'enceinte de Philippe-Auguste construite vers 1200 est probablement urbanisée au cours de la période entre ces deux constructions soit au XIIe siècle.
En 1250, cette voie est déjà bordée de maisons.
Le rôle des tailles de 1292, elle est nommée « rue Jehan-Noblet »[pas clair].
Dans les rôles de taxe de 1300 et 1313, elle est indiquée sous le nom de « rue Renault-le-Fevre », c'est-à-dire Renaut le Fabricant, du nom d'un artisan qui tenait une échoppe dans cette rue. Si plusieurs historiens pensent que c'est cette rue qui est citée dans Le Dit des rues de Paris, de Guillot de Paris, sous le nom de « rue Renaut-le-Fèvre », l'abbé Lebeuf pense qu'il s'agit de la rue qui est citée dans le même ouvrage sous le nom de « rue de Pute-y-Muce ». Une confusion est donc possible car une rue Renaud-Lefèvre était existante à proximité.
Elle est citée sous le nom de « rue Cloche perse » dans un manuscrit de 1636.
Elle prend le nom de « rue de la Grosse-Margot » en 1660, à cause de l'enseigne d’un cabaret qui y était situé.
Le nom de « rue de la Cloche-Percée », qui devint par altération « rue Cloche-Perce », lui est donné avant 1693 en raison d'une enseigne. A cette date, une partie au moins de cette rue relève de la censive de l'abbaye de Tiron, dont l'abbé commendataire est Philippe, Chevalier de Lorraine et amant de Monsieur, frère de Louis XIV. 
Une décision ministérielle du 8 prairial an VII (3 mars 1799) signée François de Neufchâteau fixe la largeur de cette voie publique à 6 mètres. Cette largeur est portée à 10 mètres, en vertu d'une ordonnance royale du 12 juillet 1837.
Au XIXe siècle, la rue Cloche-Perce, d'une longueur de 85 mètres, qui était située dans l'ancien 7e arrondissement, quartier du Marché-Saint-Jean, commençait aux 27-29, rue Saint-Antoine et finissait aux 43-45, rue du Roi-de-Sicile.
La rue est finalement coupée en deux tronçons, lors des travaux du préfet Haussmann, pour la création de la rue de Rivoli en 1854 qui s'accompagne du nivellement des terrains environnants pour établir la continuité d'un profil régulier de la nouvelle rue. Cet arasement explique les escaliers de la rue Cloche-Perce de part et d'autre de la rue de Rivoli pour accéder aux rues parallèles restées à leur niveau d'origine, rue du Roi-de-Sicile au nord, rue François-Miron (anciennement tronçon de la rue Saint-Antoine) au sud.
Le conseil municipal du 12 novembre 1923 a proposé que le nom de la rue soit changé. La nouvelle appellation serait « rue du Morvan ». La proposition a été rejetée.

## Bâtiments remarquables et lieux de mémoire

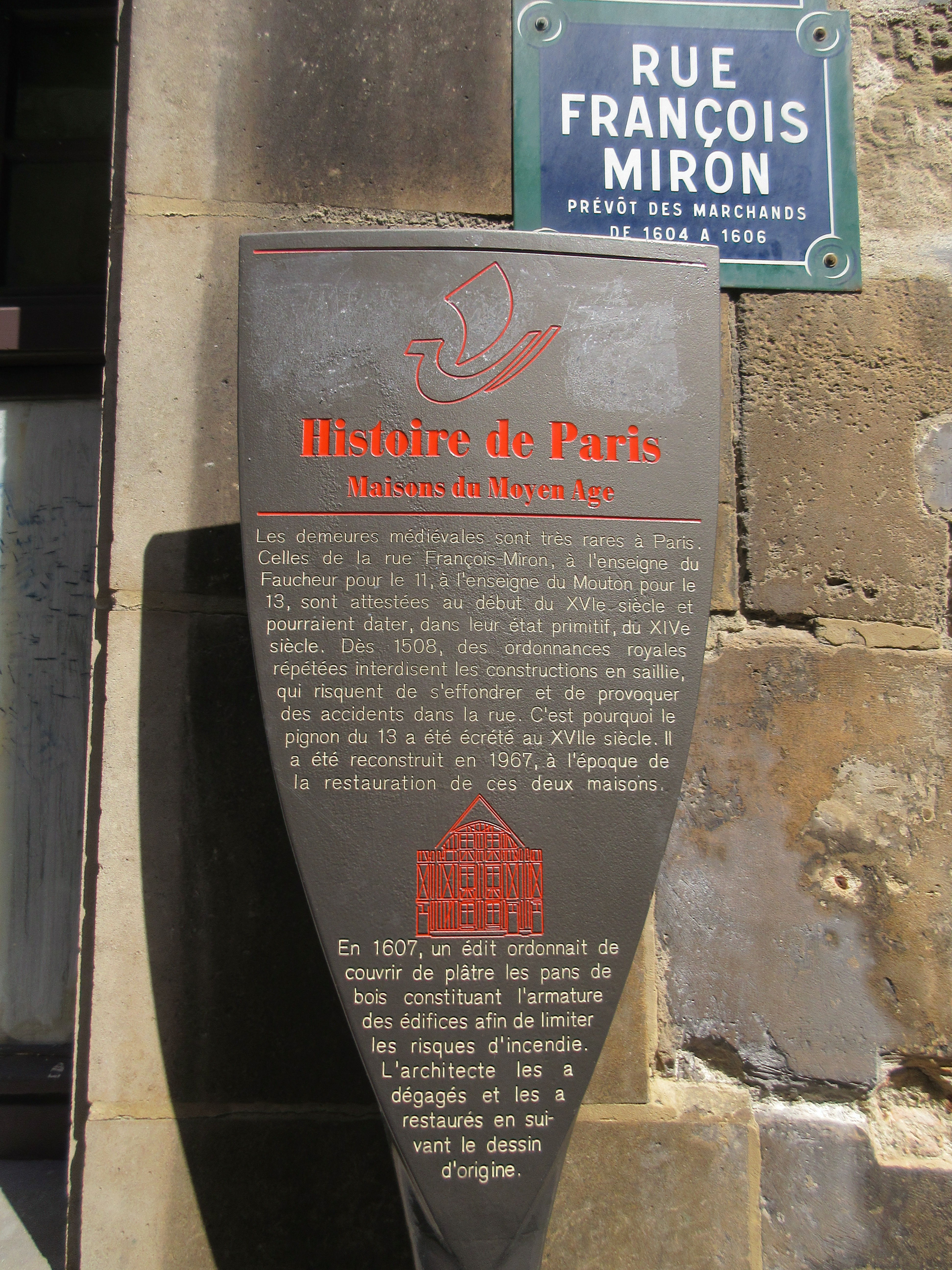
Panneau Histoire de Paris
« Maisons du Moyen Âge ».

- En 1739, Voltaire, logea à l'hôtel meublé de Brie où il tomba malade. Dans une correspondance, il écrit : « On ne disait pas trop de bien d'abord de mon cul et de ma vessie ; mais Dieu merci, ces deux parties misérables ne sont pas offensées. On me saigne, ou me baigne[8] ».
- No 12 : emplacement d’une maison dans laquelle Vidocq installa son « bureau de renseignements dans l’intérêt du commerce »[9].
- No 14 : la famille Mignot, parents de Voltaire, y demeura.
- No 16 : maison du XVIIIe siècle.
- Deux maisons médiévales subsistent encore au croisement avec la rue François-Miron : il s’agit de bâtiments à colombages, inclinés vers le haut.

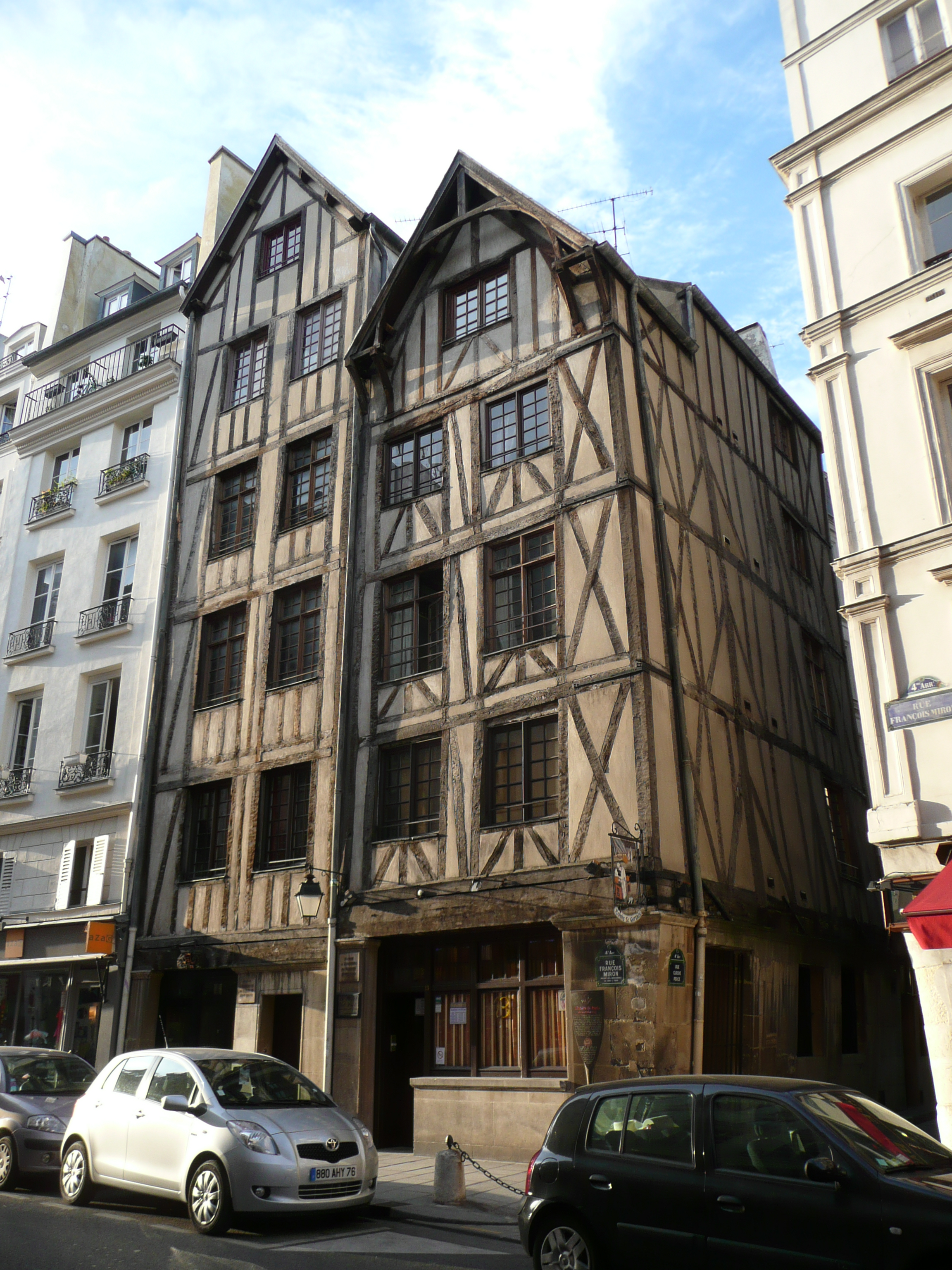
Les maisons au croisement de la rue François-Miron et de la rue Cloche-Perce.

## Dans la littérature
Dans son roman Quatrevingt-treize (1874), Victor Hugo évoque la rue sous la Révolution : « Les bustes de Franklin, de Rousseau, de Brutus, et il faut ajouter de Marat, abondaient ; au-dessous d’un de ces bustes de Marat, rue Cloche-Perce, était accroché sous verre, dans un cadre de bois noir, un réquisitoire contre Malouet ».